# Finnetunnel
Der Finnetunnel ist mit einer Länge von 6965 Metern der längste Eisenbahntunnel der Neubaustrecke Erfurt–Leipzig/Halle. Er durchquert zwischen Eßleben-Teutleben und Bad Bibra bei einer maximalen Überdeckung von 65 Metern den Höhenzug Finne.
Die Herstellung des Bauwerks wurde Mai 2006 ausgeschrieben und im Dezember 2006 vergeben. Bei Herrengosserstedt/Eßleben-Teutleben entstand die Baustelleneinrichtung für das Westportal des Finnetunnels. Am 5. Mai 2008 wurde mit dem Vortrieb begonnen. Das Bauwerk war Ende 2011 im Rohbau weitestgehend fertiggestellt.
Die Gesamtkosten werden mit 249 Millionen Euro kalkuliert und durch den Bund aufgebracht.

## Verlauf
Das Bauwerk liegt zwischen den Streckenkilometern 228,991 und 235,956. Es besteht aus zwei parallelen eingleisigen Tunnelröhren, welche in einem mittleren Achsabstand von circa 25 Metern liegen und einen Kreisquerschnitt mit einem Innenradius von 4,65 m aufweisen. Die beiden Röhren verlaufen von Südwesten nach Nordosten.
Das Westportal liegt dabei nordöstlich von Eßleben und nordwestlich von Herrengosserstedt. Unmittelbar vor dem Portal befindet sich ein 335 m langer Einschnitt. Kurz hinter dem Westportal kreuzt der Tunnel die Landesgrenze von Thüringen nach Sachsen-Anhalt.
Die Trasse des Tunnels verläuft weiter in nordöstlicher Richtung. Zunächst unterfahren die Röhren den 306 Meter hohen Wurmberg. Rund 1,7 Kilometer vom Westportal entfernt wird die Landesstraße 211 unterfahren, bei Kilometer 2,5 wird Marienroda östlich passiert. Bei Kilometer 4 knickt die Trasse in nordöstliche Richtung ab. Bei Kilometer 4,5 wird der Ortsrand von Steinburg mit der Kreisstraße 2242, die hier auf 299 m Höhe liegt, unterfahren.
Dem Ostportal schließt sich in einem rund 1000 m langen Richtung Nordosten leicht steigenden Einschnitt der Überholbahnhof Saubachtal an. Im unmittelbaren Anschluss folgt die bereits fertiggestellte Saubachtalbrücke und der Bibratunnel.
Die minimale Überdeckung von 3 m wird im Schnecktal erreicht, die maximale Überdeckung liegt bei 65 m. Die Unterquerung des Schnecktals erfolgt, obwohl in diesem Bereich ein Einschnitt realisierbar gewesen wäre, aus ökologischen Gründen.

### Geologie
Der Tunnel durchquert im westlichen Teil eine tektonische Großstörung, die so genannte Finnestörung, mit einem größeren Versatz. Der Buntsandstein ist dort über Muschelkalk- und Keuperschichten geschoben. Die Gesteine sind stark gestört und bereichsweise entfestigt. Dabei liegt das Bauwerk bis zu 50 Meter unter dem Grundwasserspiegel einiger wichtiger Trinkwasserschutzgebiete und der Trinkwassergewinnungsanlage des Wasserwerkes Wischroda.

## Geschichte

### Planung
Bereits nach dem Planungsstand von 1993 war eine Finnequerung vorgesehen. Umweltschutzverbände befürchteten insbesondere durch die geplante Grundwasserabsenkung Gefährdungen und setzten sich mit einem offenen Brief gegen die geplante Trassenführung ein. Gegen die Linienführung durch die Finne war 1995 eine Klage von Umweltschützern vor dem Bundesverwaltungsgericht anhängig. Die Klage wurde abgewiesen.
Aus der Baugrunderkundung ergab sich die Möglichkeit, den Tunnel mit einer Tunnelvortriebsmaschine aufzufahren. Damit sollte die Grundwasserabsenkung soweit reduziert werden, dass während der geplanten zweijährigen Bauphase im benachbarten Wasserwerk von Wischrosa nur ein geringer Förderrückgang zu erwarten gewesen wäre.
Mitte 1994 war eine Länge von 6886 m geplant. Das Bauwerk sollte dabei aus geologischen Gründen in zwei getrennten Röhren ausgeführt werden und zwischen den Baukilometern 37,915 (Westportal) und 44,801 (Ostportal) liegen. Eine Feste Fahrbahn war vorgesehen. Die geplanten Kosten wurden mit 515 Millionen D-Mark (zuzüglich 52 Millionen DM für technische Ausrüstung, jeweils netto) angegeben. Mitte 1995 sollte das Bauwerk, ebenfalls mit einer Länge von 6886 m, zwischen den Baukilometern 38,00 und 44,80 liegen.
Dem Tunnelbau ging ein Erkundungsprogramm voraus. Unter anderem erfolgte eine Auswertung von Luftbildern sowie 100 Probebohrungen in Tiefen bis zu 100 m mit Entnahme von Bohrkernen.
Die Ausschreibungsunterlagen wurden 1994 erstellt und wurden in den Jahren 1997 und 1998 nochmals überarbeitet. Diese sahen für das Auffahren der Tunnel zwei Bauweisen vor. Von Westen sollten ca. 4,6 km im parallelen Schildvortrieb gebaut werden, davon die ersten 1547 m mit flüssigkeitsgestützter Ortsbrust (Hydroschildmodus) und die nachfolgenden 3095 m bis zur Einfahrt in die Demontagekaverne ohne flüssigkeitsgestützte Ortsbrust (Open Mode). Von Osten war ein Gegenvortrieb des verbleibenden 2,2 km langen Abschnitts in Spritzbetonbauweise mittels Spreng- und Baggervortrieb und einem späteren Einbau der Innenschale vorgesehen. Aufgrund der bei konventioneller Bauweise notwendigen Grundwasserhaltung von mehr als zwei Jahren Dauer wurden diese Pläne verworfen.
Der Bau des Tunnels wurde Mitte 2006 ausgeschrieben. Die geplante Bauzeit lag zwischen November 2006 und Dezember 2011.
Seit der Planungsphase erfolgt eine Überwachung des Grundwassers und der Gewässer im Bereich des Tunnels mit mehreren dutzend Messeinrichtungen.
Beauftragt wurde eine Arbeitsgemeinschaft der Baufirmen Wayss & Freytag Ingenieurbau, Max Bögl und Porr. Maximal 250 Personen arbeiteten im Drei-Schicht-Betrieb bis 2011 auf der Baustelle. Als Generalplaner der ARGE Finnetunnel wurde das Technical Department der Wayss & Freytag Ingenieurbau AG im März 2007 für die Ausführung sämtlicher Planungsleistungen beauftragt.
Nach Vergabe der Bauleistung wurde das Vortriebskonzept angepasst. Auf den vom Ostportal ausgehenden Gegenvortrieb in konventioneller Bauweise wurde verzichtet und die Schildvortriebsstrecken entsprechend über die gesamte Tunnellänge bis zum Ostportal verlängert.
Im Zuge eines Planänderungsverfahrens wurde 2009 die Anzahl der Querschläge von sechs auf 13 erhöht sowie die Tunnelportale um Sonic-Boom-Bauwerke gegen den Tunnelknall ergänzt.
Das Bauwerk liegt im Planfeststellungsabschnitt 2.1 der Neubaustrecke.

### Bauvorbereitung
Zur Errichtung des Tunnels entstanden rund 15 km Baustraßen und eine Feldbahn. Die rund 70.000 m² umfassende Baustelleneinrichtung erfolgte auf einer Fläche von 14,5 Hektar. Im März 2008 lief die Produktion der Tübbings an. Zur Herstellung der Startbaugrube für den Tunnelbau mussten 115.000 m³ Boden bewegt und mehrere hundert Bohrpfähle eingebracht werden.
In den Jahren 1998 und 1999 erfolgten erste ökologische Ausgleichsmaßnahmen. Auf sechs Flächen wurden dabei Feldholzinseln mit einer Gesamtfläche von 27 Hektar bepflanzt.

### Bauausführung

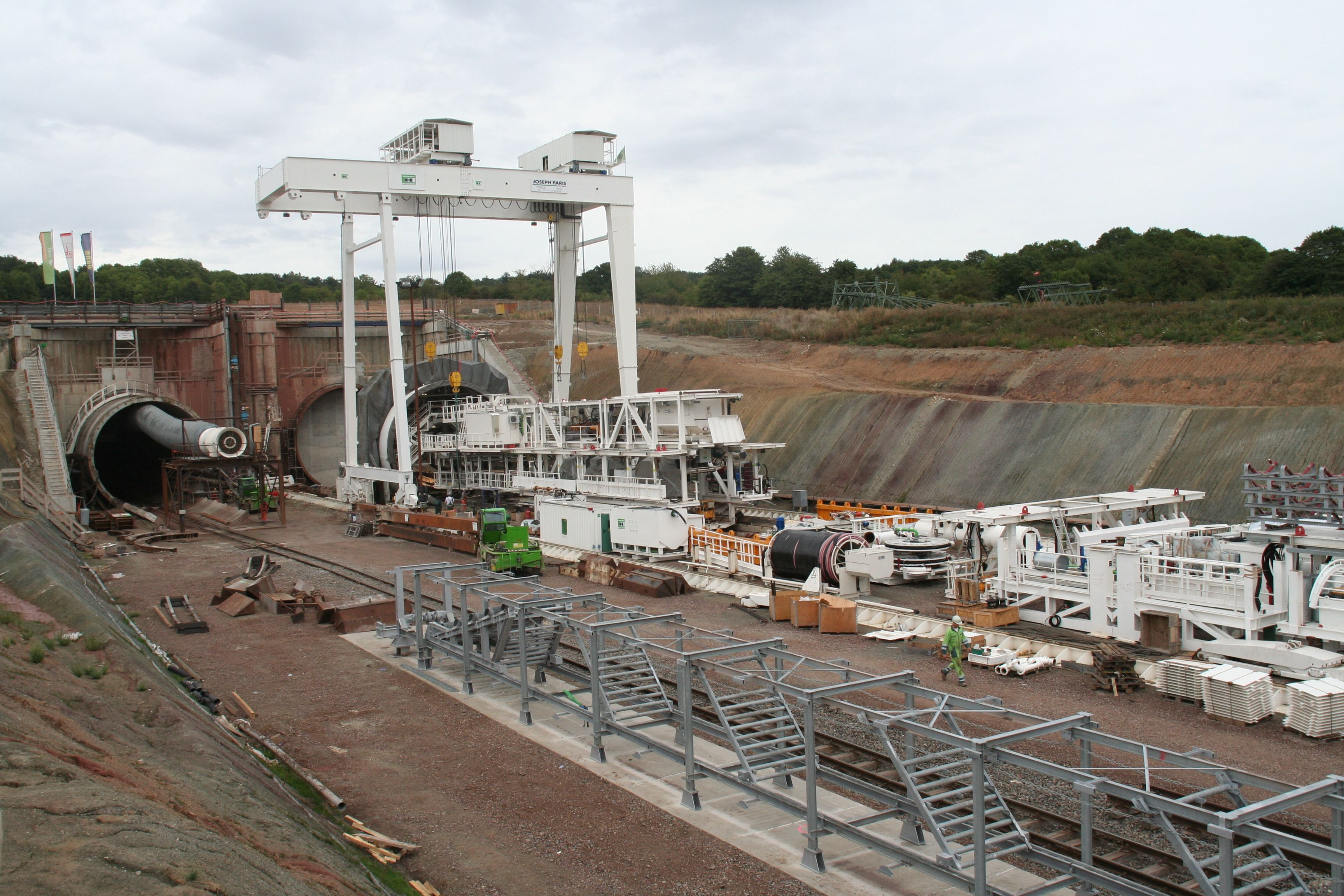
Westportal, Montage der zweiten Tunnelbohrmaschine

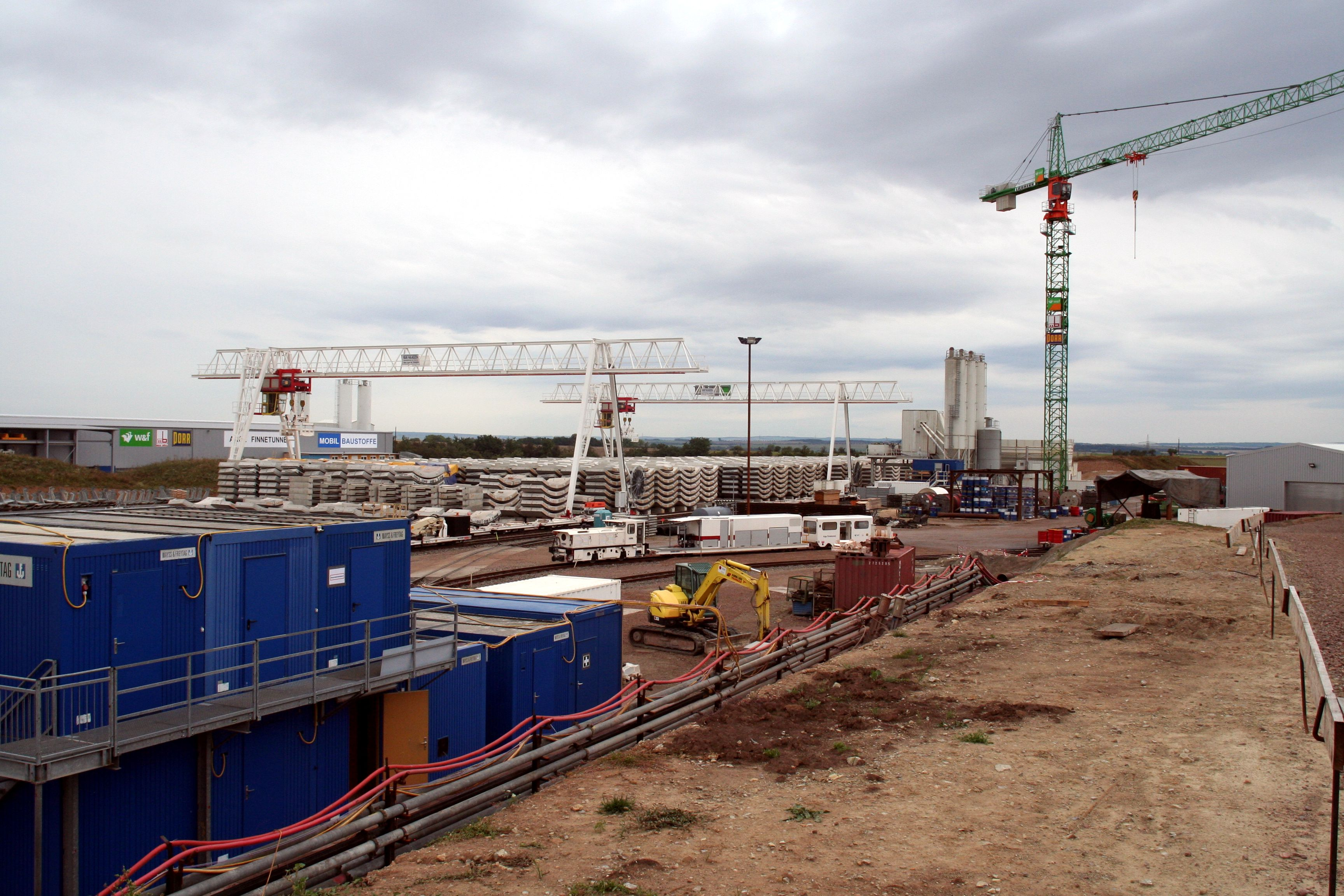
Westportal, Tübbinglagerplatz

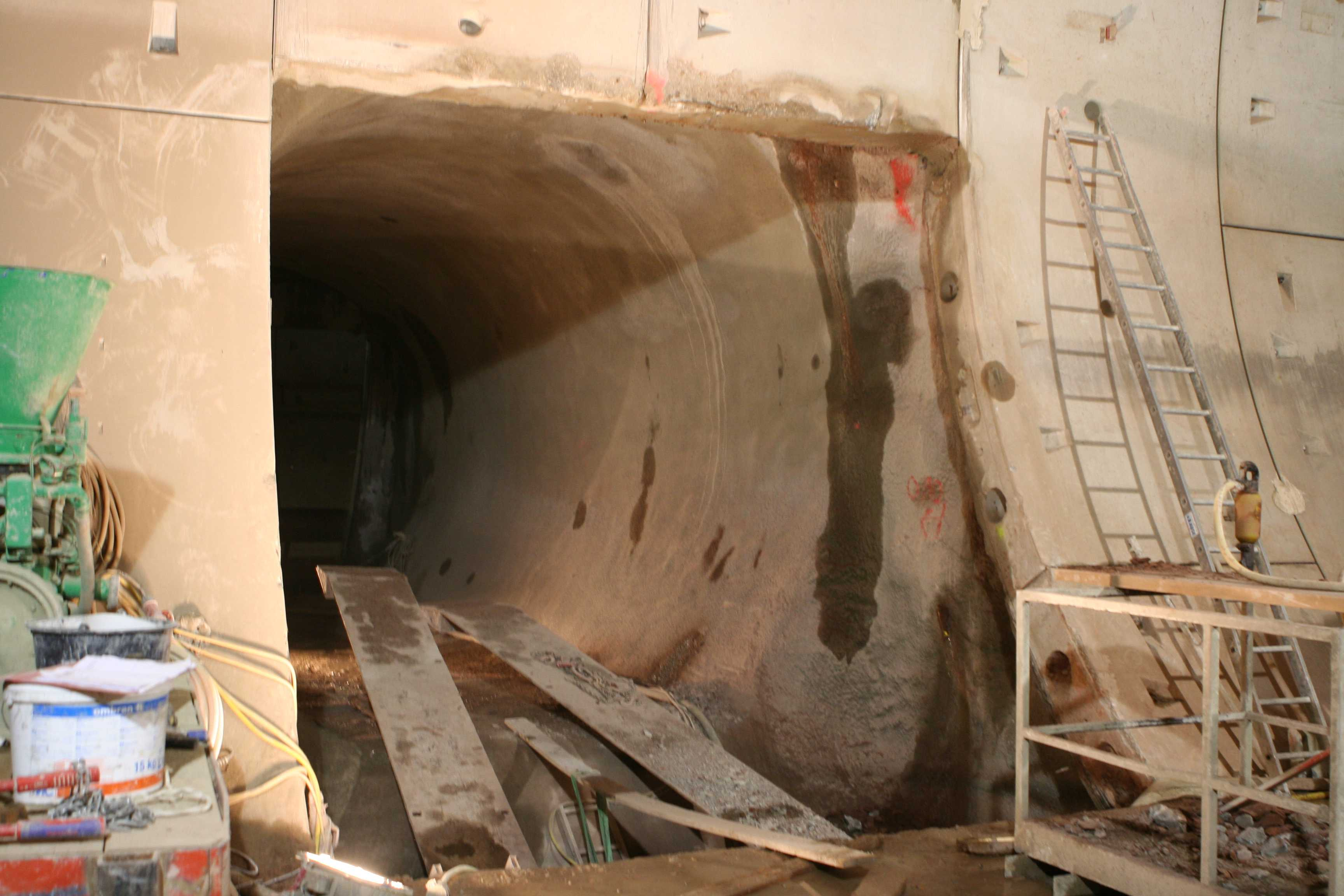
Rohbau erster östlicher Querschlag

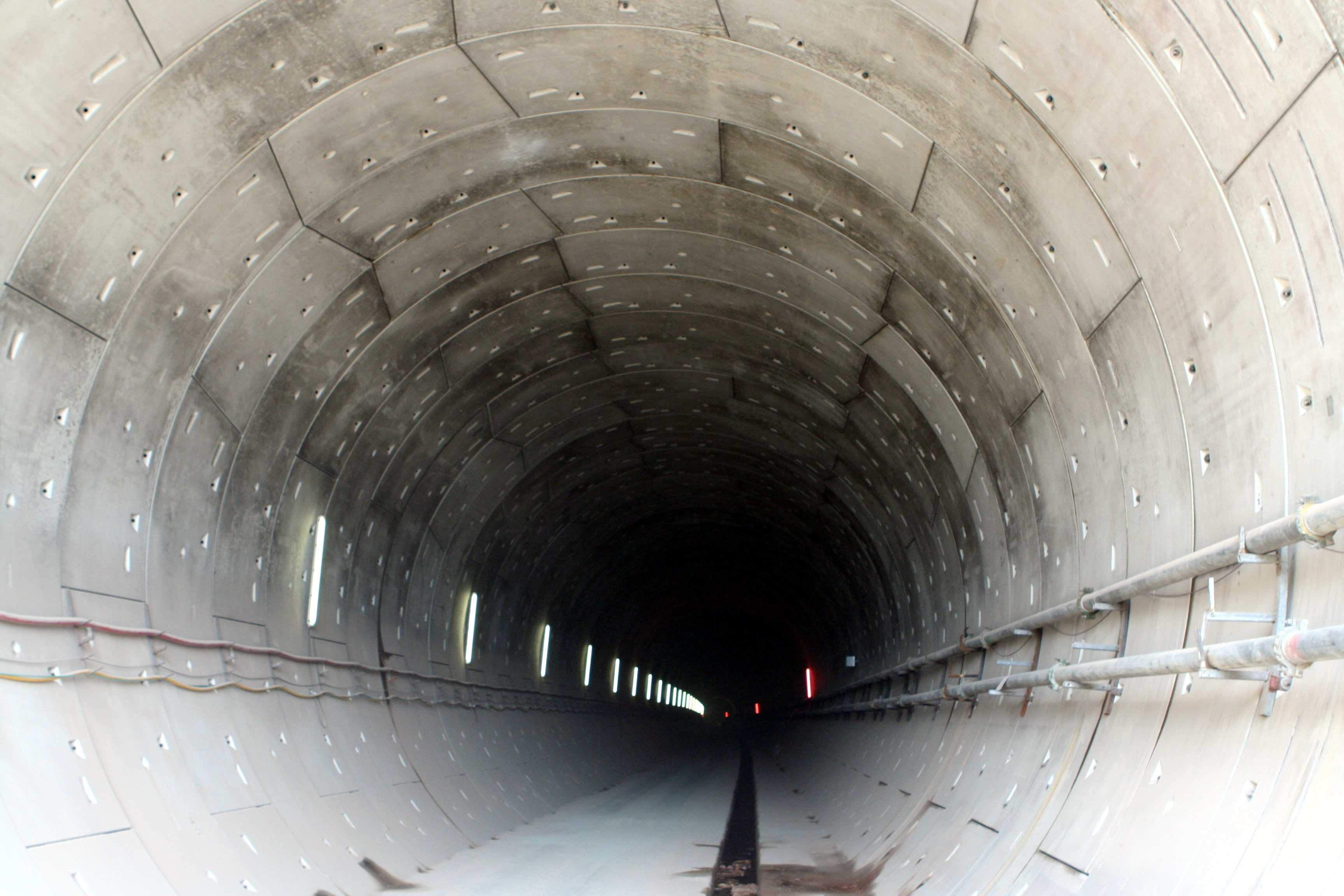
Tunnelschale mit Tübbingen

Der Vortrieb der beiden Röhren erfolgte parallel von Südwesten her mittels zweier Tunnelbohrmaschinen im Schildvortrieb. Unmittelbar im Anschluss an den Ausbruch wurden die Röhren mit vorgefertigten Tübbings ausgekleidet. Der Materialtransport erfolgte über ein gleisgebundenes Transportsystem.
Am 30. April 2008 begann mit der Schildtaufe der Vortrieb des Tunnels. Die Zeremonie wurde von Bundesverkehrsminister Wolfgang Tiefensee und Sachsen-Anhalts Ministerpräsident Wolfgang Böhmer begleitet. Brigitte Klein, die Ehefrau des Ministerpräsidenten, übernahm die Tunnelpatenschaft des Nordtunnels. Der Vortrieb der ersten Röhre begann am 5. Mai 2008.
Der Vortrieb der zweiten Röhre begann mit der feierlichen Schildtaufe am 20. November 2008, nachdem die erste Schildvortriebsmaschine die Finnestörung durchfahren hatte und sich rund 1.500 m tief im Berg befand. Die Patenschaft für die Röhre übernahm Elke Daehre, die Ehefrau des sachsen-anhaltischen Verkehrsminister Karl-Heinz Daehre.
Die beiden Tunnelbohrmaschinen waren jeweils rund 86 m lang bei einem Gewicht von 1990 t und einem Bohrschild-Durchmesser von 10,87 m. Die geplante Vortriebsleistung je Maschine lag bei 16 m pro Tag. Die kreisförmige Ausbruchsquerschnittsfläche betrug 93 m². Der Außendurchmesser der Röhren liegt bei 10,50 m. Bei einer Wandstärke von 45 cm ergibt sich ein Innendurchmesser von 9,60 m.
Entlang des ersten 1585 m langen Abschnitts wurde das im Bergwasser liegende Lockergestein mittels eines so genannten Hydroschilds in einer bentonit-gestützten Ortsbrust durchfahren. Bei diesem Verfahren schließt eine Stahlröhre den Vortriebsbereich hinter dem Schneidrad hermetisch gegenüber dem Gebirge ab, wodurch auf eine Wasserhaltung verzichtet werden kann. Der in diesem Abschnitt herausgelöste Boden wird herausgepumpt, von der zuvor injizierten Stützflüssigkeit aus Bentonit getrennt und abgelagert. Die Stützflüssigkeit wird anschließend aufbereitet und wiederverwendet.
Nachdem die erste Maschine diesen Abschnitt durchfahren hatte, wurde die Hydroschild-Ausrüstung auf die zweite Maschine umgebaut, bevor deren Vortrieb beginnen konnte. Jeweils nach Passage des ersten Abschnitts wurden die Maschinen zu Hartgesteinmaschinen umgebaut. In dem folgenden rund 4650 m langen Teilabschnitt wurde eine vorübergehende Absenkung des Grundwasserspiegels vorgenommen (trichterförmige Absenkungen im unmittelbaren Ausbruchsbereich). Dabei wurden Tiefbrunnen von bis zu 80 m Tiefe angelegt. Das in diesem Abschnitt angefallene Material wurde mittels Förderband abtransportiert. Das angefallene Grundwasser wurde nach Zwischenschaltung einer Trinkwasseraufbereitungsanlage dem Wasserwerk Wischroda zugeführt. Der Tunnel liegt bis zu 50 Meter unter dem Grundwasser.
Im letzten Teilabschnitt von 850 m Länge liegt der Grundwasserspiegel unterhalb der Tunnelsohle, wodurch auf eine Wasserhaltung verzichtet werden konnte. Eine besondere Herausforderung in diesem Abschnitt stellte die Unterfahrung des Schnecktals bei einer minimalen Überdeckung von nur 4,5 m dar. Hierfür erfolgten sowohl von der Oberfläche als auch von der Tunnelbohrmaschine ausgehend umfangreiche Erkundungsbohrungen und Bodenertüchtigungsmaßnahmen.
Nach dem Vortrieb erfolgte die Herstellung von insgesamt 13 Querschlägen zwischen den beiden Tunnelröhren. Diese wurden  im Abstand von 500 m aus den fertigen Röhren heraus bergmännisch ausgebrochen und dienen später u. a. als Rettungsstollen.
Rund 1,4 Mio. m³ Ausbruchsmaterial wurden auf drei Erddeponien gelagert, die dem Gelände folgend modelliert wurden:
- Auf der Ablagerungsfläche Millingsdorf (51° 7′ 20″ N, 11° 27′ 58″ O) südlich des 228 m hohen Buttstätter Berges, südwestlich des Ortsteils Millingsdorf der Stadt Eckartsberga, unmittelbar nördlich der Bahnstrecke Straußfurt–Großheringen.
- Auf der Geländemodellierung „Unter den blauen Bergen“ (51° 7′ 55″ N, 11° 29′ 37″ O), zwischen Burgholzhausen und Millingsdorf
- Zu einer Geländemodellierung südwestlich des Ostportals des Tunnels, südöstlich von Saubach (51° 12′ 10″ N, 11° 31′ 50″ O)

Die Tübbing-Ringe setzen sich aus sechs Segmenten von je 12 t Gewicht und einem halb so großen Schlussstein zusammen. Die Ringe verfügen über eine Dichtung und wurden untereinander verschraubt. Die Ringe sind längs zur Tunnelachse etwa zwei Meter lang. In einer Feldfabrik wurden die rund 48.000 benötigten Tübbings hergestellt. Am 5. März 2008 begann die Serienproduktion der Betonelemente. Für die Tübbingproduktion wurden 96.000 m³ Beton verwendet. In acht Schalungssätzen (bestehend aus je 7 Einzelschalungen) konnten pro Tag Tübbings für bis zu 16 Ringe hergestellt werden.
2009 entstand die Baugrube am zukünftigen Ostportal.
Am 30. September 2009 wurde nach 17-monatigem Vortrieb die Nordröhre als erste durchgeschlagen. Zu den Gästen zählte auch der sachsen-anhaltische Ministerpräsident Wolfgang Böhmer. In Spitzenzeiten arbeiteten beinahe 300 Menschen auf der Baustelle. Der Durchschlag der südlichen Röhre folgte am 11. Februar 2010.
Laut Angaben des Unternehmers Martin Herrenknecht sei der Vortrieb vier Monate früher als geplant beendet worden.
Am 3. März 2010 wurde durch Bundesverkehrsminister Peter Ramsauer, Landesverkehrsminister Karl-Heinz Daehre und Bahnchef Rüdiger Grube der symbolische Durchschlag vollzogen. Neben dem Durchschlag des benachbarten Bibratunnels am gleichen Tag markierte dies die offizielle „Halbzeit“ bei der Realisierung der Neubaustrecke Erfurt–Halle/Leipzig. Durch die Ehrengäste wurde dabei vor dem Ostportal das Schneidrad der dortigen Tunnelbohrmaschine feierlich enthüllt, nachdem der Durchschlag der zweiten Röhre bereits mehrere Wochen zuvor vollzogen worden war.
Das Bauwerk sollte Ende Mai oder Anfang Juni 2012 abgenommen werden. Etwa im Herbst 2012 sollte, von Erfurt kommend, der Einbau der Festen Fahrbahn beginnen.
Am 25. November 2013 durchfuhren die Ministerpräsidenten von Sachsen-Anhalt und Thüringen, Reiner Haseloff und Christine Lieberknecht mit Vertretern des Bundes und der Deutschen Bahn den Tunnel.

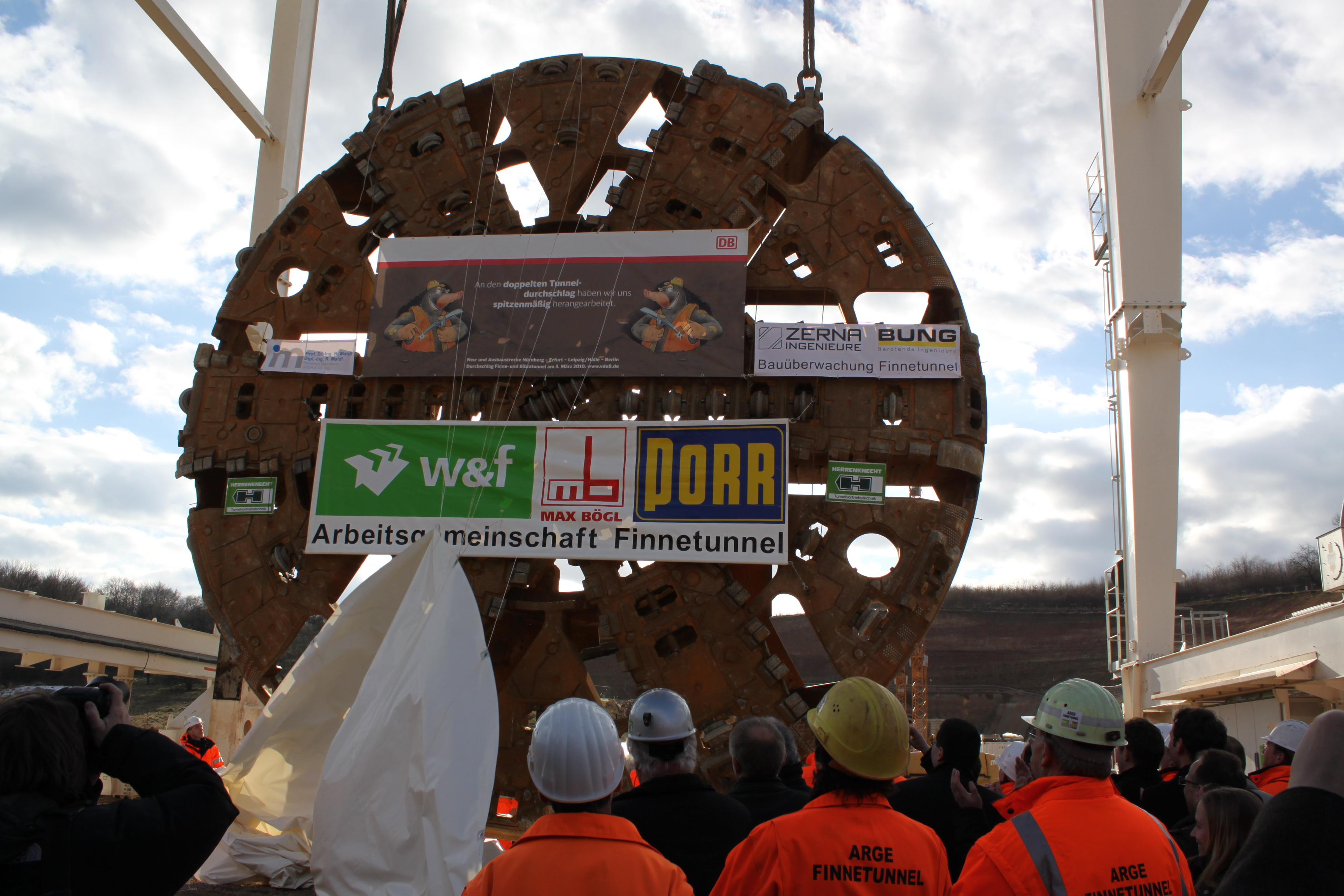
Enthüllung des Schneidrads
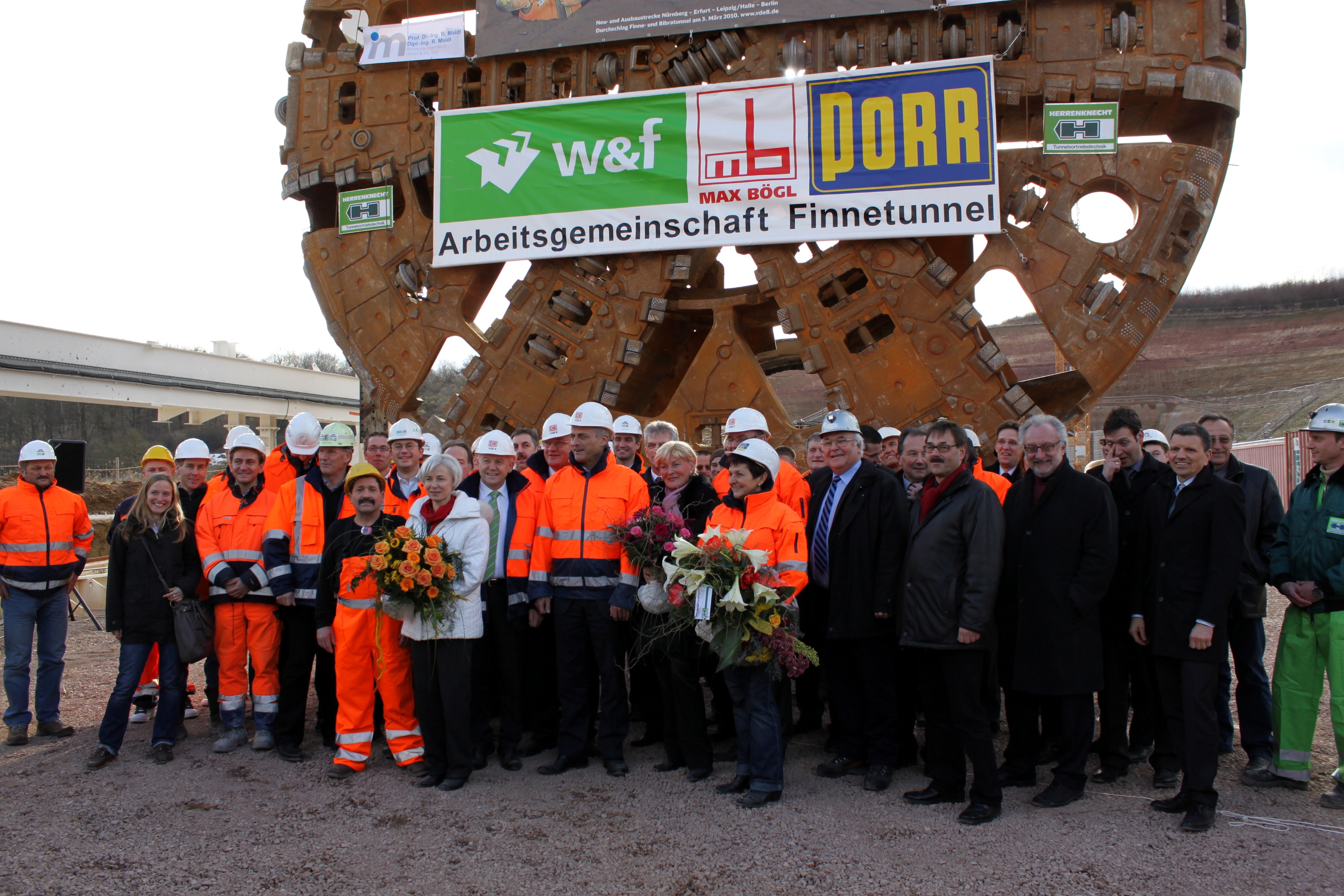
Mitarbeiter, Ehrengäste und Tunnelpatinnen posieren vor dem enthüllten Schneidrad
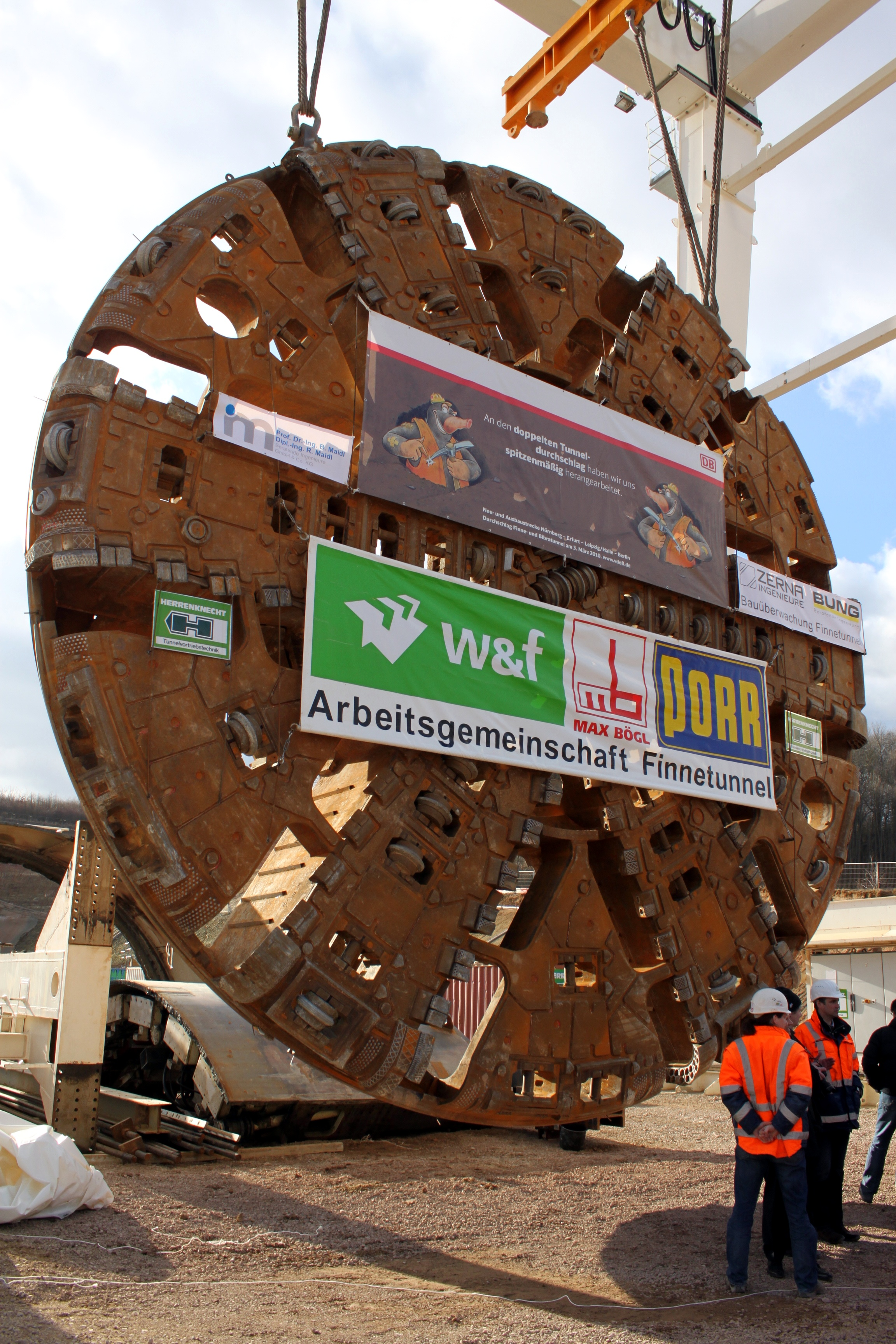
Das enthüllte Schneidrad

## Rettungskonzept
Die Tunnelröhren sind im Abstand von 500 m durch Verbindungsstollen mit verqualmungssicheren Schleusen miteinander verbunden. Die Feste Fahrbahn soll für Straßenfahrzeuge befahrbar sein.
Vertreter örtlicher Feuerwehren kritisieren, dass im Brandfall rund 40 Minuten vergehen würden, bis Löschwasser am Ereignisort zur Verfügung stünde.
Am 24. Oktober 2015 fand eine Rettungsübung im Tunnel statt. Etwa in der Mitte der Südröhre sei ein Zug in Brand geraten, 60 von 120 Fahrgästen noch im Zug. Rund zwei Stunden nach Auslösung des Alarms fuhren die ersten Rettungsfahrzeuge in die Parallelröhre ein.

### Rettungskonzept während der Bauphase
Während der Bauphase wurden das gesamte Baupersonal, Subunternehmer und Besucher mit aktiven RFID-Tags ausgestattet. Diese erlauben eine genaue Überwachung der Personenzahl innerhalb des Tunnelbereichs in Echtzeit. Diese Tags arbeiten mit einer Reichweite von mehr als 100 Metern. Dabei werden alle Personen im Tunnel erkannt, auch wenn diese wie am Finnetunnel mit Schienenfahrzeugen in den Tunnel einfahren. Spezielle Sender an den Portalen erkennen die Personen. Im Gefahrenfall werden auf einem Feuerwehrleitstand die genaue Anzahl und Position der zu evakuierenden Personen angezeigt.

## Technik
Die Tunneltechnik soll im Wesentlichen in drei separaten Querstollen untergebracht werden. Zusätzlich sind in den beiden Voreinschnitten separate Technikgebäude vorgesehen.
An beiden Portalen wurden zur Vermeidung des Tunnelknalls ca. 70 m lange Haubenbauwerke errichtet. Die Bauwerke weisen die anderthalbfache Querschnittsfläche des Tunnels auf und enthalten jeweils zehn Schlitze (37,5 m²). Die Abmessungen waren durch Messergebnisse, Modellversuche und aerodynamische Berechnungen bestimmt worden.
Als Oberbau ist eine Feste Fahrbahn vorgesehen. Die Entwurfsgeschwindigkeit beträgt 300 km/h.
Der Tunnel wird mit digitalem BOS-Funk ausgerüstet.

## Informationszentrum

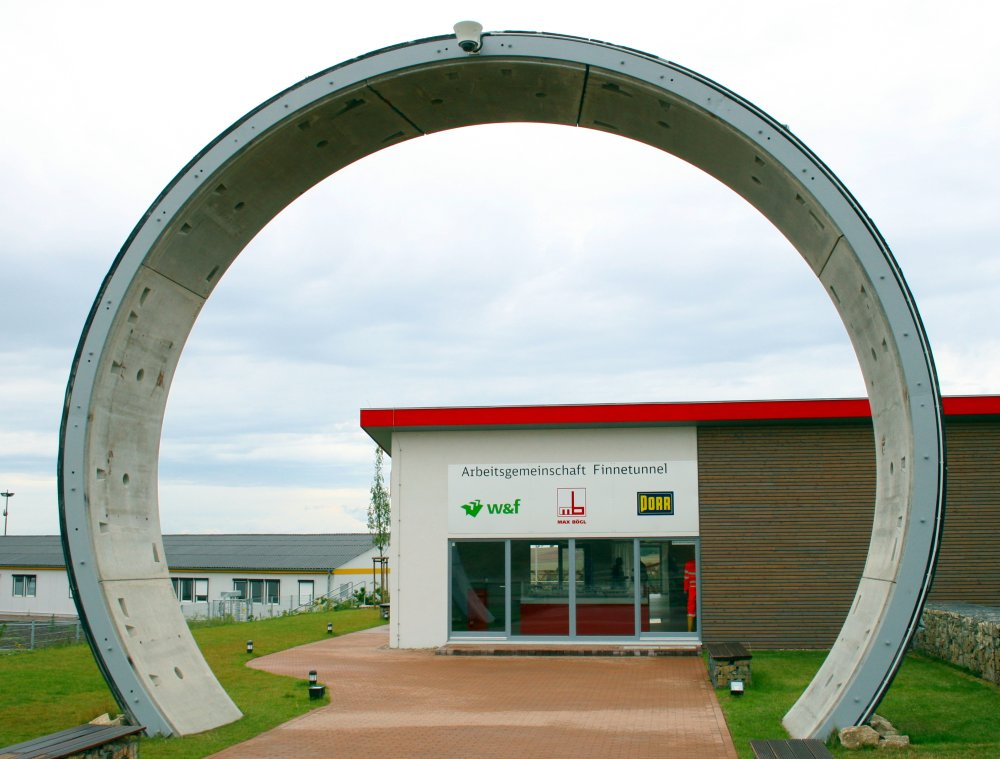
Informationszentrum mit Tübbingring aus der Produktion des Hubertustunnels (Den Haag)

Im Bereich des zukünftigen Portals bei Herrengosserstedt wurde im Dezember 2007 ein Informationszentrum zur Neubaustrecke eingeweiht. Es war ab 6. März 2008 mittwochs bis sonntags von 12 Uhr bis 19 Uhr geöffnet.
Zwischen März und Anfang Oktober 2008 besuchten es rund 23.000 Menschen, bis Mitte November rund 30.000.
Mit Fertigstellung des Rohbaus schloss das Informationszentrum am 4. Dezember 2011 und zog im Frühjahr 2012 zum Baustützpunkt am Ostportal des Osterbergtunnels bei Kalzendorf um. Insgesamt besuchten es 57.000 Menschen, nach anderen Angaben rund 70.000 Menschen.